# Aprasia repens
Aprasia repens — вид геконоподібних ящірок родини лусконогових (Pygopodidae). Ендемік Австралії. 

## Поширення і екологія
Aprasia repens поширені на південному заході Західної Австралії. Вони живуть в чагарниках, рідколіссях і лісах, серед пухкого піщаного ґрунту.